# Knight Rider (film)
A Knight Rider 2008 februárjában bemutatott film, mely az eredeti Knight Rider sorozat folytatása, és egyben az új, 2008-as sorozat bevezető epizódja. A történetben feltűnik egy rövid szerepig David Hasselhoff is, de már csak mellékszereplőként. A főszereplő ugyanis Mike Traceur (Justin Bruening), Michael Knight fia. Mike apja nyomdokaiba lép, ezúttal nem 2000-es, hanem 3000-es Knight modellel. A Knight industries three thousand (Knight művek háromezres) modellel, aki továbbra is KITT névre hallgat.

## Történet
|  | Alább a cselekmény részletei következnek! |

A sorozat 2008-2009-ben játszódik. KITT, a csoda-autó már csak városi legendaként él az emberekben. Azonban új formában visszatér, miután Charles Graiman megalkotja a Knight Industries Three Thousand modellt, ami röviden a korábbi Knight autóhoz hasonlóan KITT névre hallgat. KITT-nek ezúttal óvatosabbnak kell lennie, mivel ha rendszerét megszerzik, háborút indíthatnak vele. Az új KITT jelentős változásokon ment át: a régi Pontiac Trans Am helyett egy Ford Mustang Shelby GT 500-as gépkocsi. KITT a hagyományos SPM mód helyet Attack Módra tud átváltani: dupla spoiler nyílik hátul, a nitro tartályok bekapcsolnak (hátsó kerekek előtti kivezető csövek hozzá tartoznak), a dísztárcsák átváltanak és tömörebb, keményebb tartást kölcsönöznek a gépnek, az első lámpák két-két fémlappal vannak a sérüléstől védve, a lökhárító megvastagodik (már szinte leér a földre, neon világítást kap)a hátsó lámpa megváltozik, a motorháztetőn át kivezető csövek bukkannak elő. Megemlítendő az alsórészen neonnal kivilágított KR felirat. A turbo boost és a ski mode fokozatban komoly jelentősége van a korábban említett csöveknek a hátsó keréknél, ugyanis a nitro lökettel emelkedik meg, vagy dől az oldalsó kerekekre. KITT-nek beépített ágyúi is vannak. A scannere is fejlődött: már nem ide-oda kúszik a jellegzetes piros fény, hanem dupla, középről induló, két irányba tartó fény alapú figyelő-egység került be.

## Cselekmény
Az új epizódokban a kocsi kissé megváltozott stílusával is élvezhetővé teszi a filmet, Mike is rengeteg kalandnak lesz tanúja: részt vesznek  autóversenyeken, Mike-ot megmérgezik majd percekre meghal, majd megküzdenek az új, módosított KARR-al. Gyakorlatilag ugyanaz a hangulat járja végig a sorozatot, a különbség, hogy a 2008-as évadban KITT kissé túlságosan is futurisztikus.

## Bakik
- KITT a sorozat szerint támadó fokozatból terepjáróvá tud átalakulni, és ezt fordítva is. Amikor az egyik részben KITT terep módban halad a platón Sarah-val és Mike-al, majd miután KITT visszaalakul Mustang formába, Mike és Sarah az utastérben vannak.
- KITT az intro szerint városi legenda, senki nem hisz benne. Azonban az autónak egy óriási KR felirat van az alvázán (jelentése: a GT500 egyik különleges sorszámozott kiadása, de ugyanez a szimbólum látható a 7. részben a laptop hátulján, itt a jelentése Knight Research) ami ugrás közben egyből elárulja, hogy KITT-ről van szó.
- Amikor KITT ég és végigsuhan a városban, de ezzel nem vonja magára a város figyelmét.
- Az új KITT-nek az egyik részben műholdas megfigyelés kellett az üldözött kocsi belsejének megfigyeléséhez. Ez visszalépés, mivel a régi KITT egy egyszerű vektorrajzot bármikor bármiről tudott mutatni.
- Az új KITT, amikor kikapcsol a pilot filmben sérthetővé válik, holott a régi KITT-et amikor kikapcsolták sérthetetlen maradt.
- KARR-nak nincs magyar szinkronhangja.

## Érdekességek
- Az új sorozat egyik epizódjában visszatér KARR aki ezúttal képes robottá alakulni. Hangját Peter Cullen adja. Ez utalás Peter Cullen legemlékezetesebb szerepére: a Transformers című filmben és rajzfilmsorozaban adja hangját.
- KARR KITT felé robogva átalakul, és azt kiáltja: Én vagyok KARR! (I am KARR!)
- Az új Kitt tanul, önmaga képes problémamegoldásra. Ez sokszor hiányzott az eredetiből.
- Amikor KITT-et eloltják azt mondja, hogy a rakéta üzemanyaga összefolyt a bioanyagával. Ezek szerint az új KITT valamilyen szerves anyagból van.
- KITT átalakul CGI technikával készült jelenetben. Amikor KITT a turbót használja, egy CGI-"túrát" láthatunk, ami a motortérből a kipufogóig végigvezeti a nézőt az autó belsejében. Ezt az ötletet Star Trek New Voyages: In Harm's Way című epizódjában is szerepel.

## Az újban a régi...
A sorozat folyamán találhatunk utalásokat a régi sorozatra:
- Kedves párhuzam az eredeti sorozatra, mikor Mike azt mondja: "Tartsd nyitva a szemed". Kitt egy "Nekem nincs szemem"-mel válaszol. Az eredeti sorozatban Michael mindig "Tartsd nyitva az érzékelőidet"-et mondott.
- Az, hogy Kitt hőrakétával próbálja elterelni a támadót, tisztelgés az eredeti sorozat első évadepizódja előtt (Halálos manőverek), ám most nem működik a trükk.
- Intro: Érdekes egyvelege a réginek és az új pilotjának. A zenében megvannak az eredeti elemek.
- Érdekes fejlemény és egyben magyarázat az eredeti sorozat örök kérdésére: ha Kitt egy funkciót végez, nem tud egy másikat is. Ez megmagyarázza, hogy KITT mért vesztette mindig el az üldözöttet egy Turbo Boost után.
- A felizmosított, majd terepjárósított gépjármű ráhajt a metrósínekre, emléket állítva az eredeti sorozat Élethalálharc című epizódjának sínen futós jelenetére.
- KITT közli, hogy szereztek egy testet is, amelyet eltemettek Mike Traceur helyett. Knight-éknak ebben már van gyakorlatuk, emlékezzünk csak arra, miként feddi meg Devon az öreg Wiltont, amiért elrabolt egy hullát az orvosi egyetemről, hogy Michael Long helyére tehesse.
- Az egyik részben, amikor álnevet kell felvenniük, Mike kapja Devon és Zoe pedig Bonnie nevét. Az eredeti sorozatban ők voltak Michael "segítői".

## Szereplők
| Szerepnév         | Színész(nő)           | Magyar Hang       |
| ----------------- | --------------------- | ----------------- |
| Mike Traceur      | Justin Bruening       | Szabó Máté        |
| Sarah Graiman     | Deanna Russo          | Urbán Andrea      |
| Billy Morgan      | Paul Campbell         | Pálmai Szabolcs   |
| Zoe Chae          | Smith Cho             | Molnár Ilona      |
| K.I.T.T. (hangja) | Val Kilmer            | Versényi László   |
| Alex Torres       | Yancey Arias          | Seder Gábor       |
| Carrie Rivai      | Sydney Tamiia Poitier | Nemes Takách Kata |
| Charles Graiman   | Bruce Davison         | Reviczky Gábor    |
| Jennifer Traceur  | Susan Gibney          | Náray Erika       |
| Michael Knight    | David Hasselhoff      | Forgács Péter     |
| K.A.R.R. (hangja) | Peter Cullen          | –                 |

## K.I.T.T. funkciói
- 550 lóerős (410 kW) hibrid motor,
- Xenon lámpák infravörös nézettel,
- Nanotechnológiát használó külső bevonat és karosszéria, mely szín- és alakváltó,
- Turbo mód
- Katonai műholdrendszerrel kapcsolat,
- FBI adatbázissal kapcsolat,
- Sérülések önjavítása,
- Nagysebességű internet,
- Mesterséges intelligencia,
- Hangvezérléses GPS,
- Új támadó mód,
- Vezetéknélküli rádiókapcsolat a sofőrrel,
- Orvosi diagnosztikai berendezések,
- Kapcsolódási lehetőség térfigyelő kamerákhoz
- Automata vezetés